# Time Out (Roman)
Time Out ist ein 2012 erschienener Jugendroman des deutschen Autors Andreas Eschbach.
Als Fortsetzung der Romane Black Out und Hide Out ist er der dritte und abschließende Teil der Out-Reihe.

## Inhalt
Die Gruppe um Jeremiah Jones entführt Albert Burns, einen Upgrader. Von ihm erfahren sie, dass die Kohärenz bereits von ihrem Plan, mit ihrem Wissen an die Öffentlichkeit zu gehen, weiß und Gegenmaßnahmen plant. Die Kohärenz arbeitet derweil an der Markteinführung eines Chips, den sogenannten Lifehook, der den Träger nicht sofort, sondern schleichend in die Kohärenz aufnimmt. Dieser ist als neuartiges Kommunikationsmittel getarnt und entwickelt sich zum Verkaufsschlager.
Außerdem erfahren die Bewohner von Hide-Out, dass die Aufnahme des amerikanischen Präsidenten in die Kohärenz kurz bevorsteht. Jones erarbeitet einen Plan, um dies zu verhindern. Christopher ist aber überzeugt, dass dieser Plan scheitern wird. Er erfuhr beim Versuch, die Telefonnummer des Präsidenten herauszubekommen, dass sein Freund, der Penta-Byte-Man offenbar von der Kohärenz massiv verfolgt wird und schließt daraus, dass er im Besitz von Informationen sein muss, die der Kohärenz schaden können.
Da Jones von seinem Plan nicht abzubringen ist, beschließt Christopher auf eigene Faust nach Europa zu gelangen und dort den Penta-Byte-Man aufzusuchen. Er überredet Serenity ihn zu begleiten. 
Vom Hide-Out-Netzwerk nach Europa geschmuggelt gelangen die beiden von Paris nach Rennes, wo Christopher Serenity seine Liebe gesteht. Die beiden werden ein Paar. Kurz darauf treffen sie zum ersten Mal den Penta-Byte-Man, einen Italiener namens Giuseppe „Guy“ Forti. Gemeinsam mit ihm versuchen sie herauszufinden, welche Information Guy besitzt, die der Kohärenz offensichtlich Angst macht.
Als sie in Fortis Aufzeichnungen einen Programmcode finden, den er zufällig einmal aufgezeichnet hatte, geschieht es, dass überall auf der Welt Menschen plötzlich wie gelähmt sind und nicht mehr auf ihre Umwelt reagieren. Sofort ist klar, dass dies mit den Lifehooks zusammenhängen muss, und sie ziehen den Schluss, dass die Kohärenz sich wohl selbst außer Gefecht gesetzt hat. Sie vermuten, dass eine kritische Anzahl von übernommenen Gehirnen überschritten worden ist.
Aus Sorge um seine Mutter, die sich in London befindet, versucht Christopher mit Hilfe des Regisseurs Bryson nach England zu gelangen. Es stellt sich heraus, dass die Kohärenz nur einen Teil der Upgrader ausgeschaltet hat, Bryson aber noch aktiv ist. Die Kohärenz nimmt Christopher fest und überführt ihn in das Hauptquartier in London. Dort werden ihm seine Chips entfernt und es wird geplant, ihm einen neuen, funktionierenden Chip zu implantieren, der ihn endgültig zum Teil der Kohärenz werden lässt.
Serenity und Guy folgen ihm nach London, werden aber ebenfalls von der Kohärenz aufgegriffen. Christopher gelingt es, eine von Forti mitgeschmuggelte Waffe zu fassen. Er verlangt von der Kohärenz, beide laufen zu lassen, oder er werde sich selbst töten. Die Kohärenz geht auf seine Forderung ein, da sie Christopher zur Behebung eines Systemfehlers braucht. 
Die Übernahme von Christopher scheitert, weil die Kohärenz von einer Menschenmenge gestört wird, die Forti bereits im Vorfeld zu dem Gebäude gelockt hat, in dem die Kohärenz ihr Hauptquartier hat. Mittlerweile hat Christopher herausgefunden, wie der gefundene Code der Kohärenz schaden kann. Christopher überwältigt seine Mutter, verbarrikadiert sich und tätigt einen Hack, der die Kohärenz in ihrer gegenwärtigen Form endgültig zerstört.

## Themen
Im Buch werden aktuelle Phänomene kritisch behandelt, darunter der Boom der sozialen Netzwerke. Das FriendWeb ist eine Anspielung auf Facebook.
Auch die Verbreitung von Kommunikationsmedien, die immer stärker in die Privatsphäre eingreifen, wird mit dem Lifehook reflektiert.